# Japán névadás

Kandzsikkal írt jellegzetes japán személynév: Jamada Taró

A japán nevek (日本人の氏名 nihondzsin no simei) manapság egy családi és egy utónévből állnak, a középső név nem túl gyakori. Ezeket a nyugatitól eltérő – és a magyarhoz hasonló – sorrendben használják, a családi név után következik az utónév. Legtöbbször kínai eredetű kandzsikból állnak, melyeket japán kiejtés szerint olvasunk. Ezeknek a kandzsiknak többféle japán kiejtésük lehet, de a szülők hiraganát vagy katakanát használhatnak, amikor nevet adnak gyermeküknek. Ezeket fonetikusan olvassuk, így a kandzsikkal ellentétben logografikus jelentésük nincs.
A japán családi nevek rendkívül változatosak, több mint 100 000 családnév létezik. Ez ellentétben áll Kelet-Ázsia többi részével, melynek történelmi okai vannak. A kínai családnevek régebb óta használatban voltak, melyeket öröklés útján (biológiai kapcsolat nélkül) kaptak, majd előkelő névként Koreába és Vietnámba is bekerültek, míg Japánban a vezetéknevek használata a 19. századtól kezdett elterjedni és szabadon választhattak közülük.
Különböző régiókban, változó gyakorisággal fordulnak elő különböző családnevek, például Okinavában a Higa és Csinen nevek a leggyakoribbak, míg ha Japán egészét nézzük, akkor már a Szató, a Szuzuki, a Takahasi, a Tanaka és a Vatanabe nevek szerepelnek az első ötben. A különbségeknek nyelvi és kulturális okai vannak a jamatói és az okinavai japánok között.
Sok családnév vidéki vonásokkal rendelkezik, ilyenek például a gyakori vezetéknevek közül az Isikava (jelentése: „kő-folyó”), a Jamamoto („a hegy alja”), Marujama („hegy körül”) vagy Inoue („forrás fölötti”).
Amíg a családnevek viszonylag következetes szabályokat követnek, addig a keresztnevek sokkal változatosabbak mind kiejtésben, mind karakterhasználatban. Habár sok olyan név van, amelyet egyszerű leírni vagy kiejteni, mégis sok szülő választ olyan nevet, amihez szokatlan karakter vagy kiejtés társul, és ezeket általában nem lehet leírni vagy kiejteni, hacsak nincs ott a helyes kiejtése vagy írásmódja a névnek. Különösen a szokatlan kiejtésmód vált elfogadottá és ezen mód népszerűsége 1990 óta csak növekszik.
A férfi nevek gyakran végződnek -ró (郎, jelentése fiú; vagy 朗, jelentése tiszta, fényes, például az Icsiró név) vagy -ta (太, jelentése nagy, vastag) utótagokkal. Tartalmazzák az icsi (一, jelentése első (szülött fiú); például a Kenicsi), kazu (írják még az 一„első [fiú]” írásjegyével is, több lehetséges írásjeggyel együtt, pl. Kazuhiro), dzsi (二, jelentése második [fiú], vagy 次, jelentése következő, mint például a Dzsiróban) vagy dai (大, jelentése nagy, hatalmas, például a Daiicsi) szótagokat, míg a női nevek gyakran -koval (子, jelentése gyermek, például Keikó), vagy -mivel (美, jelentése szépség, például Jumi) végződnek. Női nevek esetében a népszerű végződések közé tartozik a -ka (香, jelentése illat, parfüm, vagy 花, jelentése virág, mint például a Reikában) és a -na (奈 vagy 菜, jelentésük fű, például a Haruna névben) is.

## Szerkezet
A japán nyelvben nagyon kevés olyan név van, amit mind vezetéknévként, mind keresztnévként is lehet használni, (ilyen például a Majumi (真弓), a Kaneko (金子), a Maszuko (益子) és az Arata (新)) ezért azok számára, akik ismerik a japán neveket, általában nyilvánvaló, hogy melyik a vezeték és keresztnév, attól függetlenül, hogy azok milyen sorrendben vannak leírva. Előfordulhat azonban, hogy romandzsival megadva megegyezik a kandzsik olvasata, mint a következő példában: Maki (真紀, 麻紀, vagy 真樹) – keresztnév, és Maki (槇, 牧,vagy 薪) – vezetéknév.
A japán nevek világosan különböznek kínai társaiktól, egészen a névben szereplő kandzsi kiválasztásától a kiejtéséig. Egy japán csak abból, hogy ránéz az adott nevet alkotó kandzsikra, meg tudja állapítani, hogy az japán vagy kínai. Ahogy Akie Tomozava, a Japan's Hidden Bilinguals: The Languages of 'War Orphans' and Their Families After Repatriation From China című könyv szerzője mondta, „Ez olyasmi, mint amikor az európaiak meg tudják különböztetni, hogy a Smith angol, a Schmidt pedig német eredetű, vagy hogy a Victor angol vagy francia, a Vittorio pedig olasz név”.

## Írásjegyek
A japán nevek lejegyzéséhez általában kandzsikat használnak, ám néhány név hiraganából, katakanából vagy kandzsi és kana keverékéből áll. Míg a legtradicionálisabb nevek olvasata kunjomi(eredeti japán) addig nagy számban előfordul az onjomi olvasatú név is. Ezenkívül létezik még egy úgynevezett nanori, ami csak a nevek esetében használatos olvasatot jelent. Ilyen például a Nozomi női név. A vezetéknevek többsége egy, két vagy három kandzsiból áll. Ritkábban előfordulnak négy vagy öt írásjegyből álló vezetéknevek is, mint például Tesigavara, Kutaragi és Kadenokódzsi.
A legtöbb keresztnév kettő vagy három kandzsiból áll. Férfi utónévként gyakran használatos a hiro ('széles'), ki ('fa'), és a ta ('nagy', 'kövér') írásjegyek. Gyakoriak a négyszótagú nevek, kiváltképp az elsőszülött fiúk esetében.
A női utónevek esetében gyakori a 'gyerek' jelentésű ko szótag, valamint a 'szép' jelentésű mi szótag használata.
Az évek során jelentősen megváltozott a ko használata: a Meidzsi-restauráció előtt ez a császári család számára volt fenntartva. A restauráció után nagy népszerűségre tett szert és hihetetlenül gyakorivá vált a Taisó-kortól a Sóva-kor elejéig.
Az 1980-as évek közepére jelentősen csökkent a kóra végződő nevek népszerűsége, ugyan még mindig használták, de már jóval kevesebbet, mint a múltban. A férfinevek néha ko szótagra végződnek, de nagyon ritkán használják a kandzsiját (leggyakrabban, ha egy férfinév végén a ko van, akkor hikóra végződik, a 'fiú' kandzsiját használva). Átlagos férfinév végződések a –si és az –o; a –sire végződő nevek gyakran melléknevek pl. az Acusi jelentheti azt, hogy „hűséges”. A múltban (a második világháború előtt), a nők körében átlagosak voltak a katakanával írt nevek, de úgy tűnik, ez az irányzat elveszett. A hiraganával írt nevek a nőknél nem szokatlanok. A kana nevek a férfiaknak, különösen, ha azok hiraganával vannak írva, történelmileg nagyon ritkák. Ez részben azért lehet, mert a hiragana kézírása nőiesen néz ki; a középkori Japánban, általában a nőket nem tanították kandzsira, és kizárólag hiraganával írtak.
A nevek nem kezdődhetnek 'n' szótaggal; ez más japán szavakra is vonatkozik, bár a köznyelvi szavak esetenként kezdődhetnek n-nel, mint a nmai (amely egy változata az umainak „finom’’). Néhány név n-re végződik: például a férfineveknél a Ken, Sin, és a Dzsun. Az n szótag nem összekeverendő a mássalhangzó 'n'-nel, amellyel kezdődhet név; például, női neveknél a Naoko, vagy a férfineveknél a Naoja. (A 'n' mássalhangzó mindig egy magánhangzóval társul ahhoz, hogy szótagot alkosson.)
A családnevek egy nagy csoportosítása az úgy nevezett -tó nevek. A kandzsi jelentése „lila akác”, olvasata a tó (vagy zöngés alakban dó). Sok japán családnevében szerepel ez a kandzsi második karakterként. Ez azért van, mert a Fudzsivara klán a nevük első jegyével végződő vezetéknevet (mjódzsi) adott a szamurájoknak, amely jelölte a státuszukat egy olyan korban, amikor a közembereknek nem lehetett vezetéknevük. Ilyen nevek például az Ató, Andó, Itó (bár egy különböző kandzsi végződés is általános), Udó, Etó, Endó, Gotó, Dzsitó, Kató, Kitó, Kudó, Kondó, Szaitó, Szató, Sindó, Szudó, Naitó, Bitó és Mutó.

### A nevek olvasatának nehézsége
A kandzsival írt neveknek általában egynél több olvasatuk van, de ezek közül mindig csak egy helyes egy adott személy esetében. Például a 東海林 kandzsival írt vezetéknevet lehet Tókairinnek és Sódzsinak is olvasni. Az 一 karakter olvasata férfi keresztnevekben lehet lehet Hadzsime, Hitosi, Icsi-, -icsi, Kazu- és -kazu, az Icsi nevet pedig ezek közül bármelyik karakterrel le lehet írni: 始. 元, 肇, 治, 初, 一, 創, 甫, 基, 哉, 祝, 啓, 本, 源, 東, 大, 孟. Az ilyen sok lehetséges variáció főleg a férfi keresztnevekre jellemző, de minden névtípusban megtalálható. Ez nehézzé teheti a japán nevek olvasását, kiejtését, és átírását, ezért a névjegykártyákon legtöbb esetben furiganázva van a név, a hivatalos dokumentumokban pedig külön rubrikába kell beírni a név olvasatát kanákkal.
Néhány japán név, főleg családnevek tartalmaznak régies japán karaktereket. Például a nagyon elterjedt Sima nevet le lehet írni a 嶋, 嶌 karakterekkel az általában használt 島 helyett. Néhány névben találhatóak nagyon szokatlan, vagy a modern japán nyelvben már nem is létező kandzsik. Azok a japánok akiknek ilyen nevük van sokszor kicserélik egy hasonló vagy egyszerűsített írásjegyre.
Egy példa az ilyen nevekre a Szaitó vezetéknév. Két megszokott kandzsi a szaira például a 斉 ami azt jelenti, hogy 'együtt', 'párhuzamosan', és a 斎, aminek a jelentése 'megtisztítani'. Ezt a nevet lehet régies formában is írni, mind például a 齊藤 és a 齋藤.
Családneveknél használt kandzsik szabad asszociáció alapján létrejött, az eredetiektől eltérő olvasattal bírhatnak, azaz csupán a kandzsik jelentéséből alkotnak meg egy fogalmat. Ez atedzsinek is hívható. Például 四月一日-t sigacu cuitacsinak (április 1.) olvasnánk, de családnevekben watanukinak ('kitömetlen'), mert Japánban április 1-je tradicionálisan a téli ruhákról nyári ruhákra való áttérés. Ugyanígy a 小鳥遊-t kotori aszobinak („kis madarak játszanak”), de Takanasinak olvassák, mert kis madarak (kotori) játszanak (aszobi), ahol nincsenek (nasi) sólymok (taka).
Japánban szinte mindenhol már tudják kezelni ezt a helyzetet. Címjegyzékekben gyakran furiganáznak, hogy egyértelművé tegyék a kiejtést. Japán állampolgároknak kötelező megadni a nevüket latinbetűs átírással is az útlevél készítésekor. Egyre inkább terjed, hogy a világhírre szert tett Japán hírességek nevét katakanával írják ki.
Azonban nem minden név bonyolult. Néhány elterjedt nevet a tanakamura (a rizsföld közepén lévő falu) szóösszetétel foglal magába. A három kandzsi a 田 (ta, 'rizsföld'), 中 (naka, 'közép') és a 村 (mura, falu), szinte akármilyen összetételben egy aránylag gyakori vezetéknevet eredményez: Tanaka, Nakamura, Murata, Nakata (Nakada), Tamura.
A nehézségek ellenére, elegendő minta és ismétlődő név van, ami miatt a Japán anyanyelvűek gyakorlatilag minden család és vezetéknevet el tudnak olvasni.

### Szabályok
Japánban a Japán Igazságügyi Minisztérium dönt arról, hogyan használják a kandzsikat a nevekben. 2004 októberében 2 232 „név–kandzsi” (dzsinmeijo kandzsi 人名用漢字) és „gyakran használt karakterek” (dzsojo kandzsi 常用漢字) vannak használatban a személynevekben, és a japán kormány 578 kandzsival ki akarja ezt bővíttetni a közeljövőben. A második világháború óta ez lenne a legnagyobb bővítés. Csak azokat a kandzsikat lehet használni a nevekben, melyek rajta vannak a hivatalos listán. Ez azért van, hogy akik Japánban jártasak, könnyebben tudják olvasni, illetve írni a neveket. A szabályok tiltják a nem megfelelő neveket; például volt egy család 1993-ban, akik Akumának (悪魔) akarták elnevezni a gyereküket, amely azt jelenti, hogy „ördög”, de ez persze nem valósult meg.
Bár voltak szabályozások a névadást illetően, vannak olyanok, akiknek a neveiben még mindig találhatóak ősi karakterek, főleg azokéban, akik a második világháború alatt születtek. Az ilyen kandzsik törvényszerű korlátozása nehézségeket okozott azoknak, akiknek ilyen karakterek, vagy ezekhez hasonlóak szerepeltek a nevükben, ezért inkább növelték a nevekhez használható kandzsik számát, ahelyett, hogy csökkentették volna. A Szapporói Legfelsőbb Bíróság úgy gondolta, hogy az nem törvényes, ha a kormány nem engedélyezi egy gyerek nevének regisztrálását csak azért, mert szerepel benne egy olyan kandzsi, ami viszonylag gyakori, de nem szerepel az Igazságügyi Minisztérium hivatalos listájában. Később, a japán kormány meghirdette a tervét a nevekben „használható” kandzsik számának növelésével kapcsolatban.
Hivatalos dokumentumokban nem engedélyezett a vezetéknév és a keresztnév között a szóköz, mivel az nem számít elfogadható karakternek. Ezzel ellentétben névjegykártyákon és levelezéseknél előszeretettel használják a szóközöket.
Az a terv, hogy a „név–kandzsik” számát növeljék, komoly vita tárgya lett. Ennek oka főleg az, hogy a kínai karaktereknek a jelentése teljesen alkalmatlan lenne a nevek megfeleltetésére, úgy mint a „rák” (癌 gan), „aranyér” (痔 dzsi), „hulla” (骸 gaj), „ürülék” (糞 fun, és kuszo), „átok” (呪 dzsu, és noro[i]), „prostituált” (娼 só) és „paráználkodás” (姦 kan). Ezek mind egy hosszú lista néhány példáját képezik. Eredetileg további kandzsik kerültek kiválasztásra, elsősorban a gyakoriságukra és könnyen leírhatóságukra hivatkozva, anélkül, hogy a személynevek megfeleltetésére alkalmasak lennének. Például, a „vég” „csípő” és a „fenék” jelentésű 尻 siri karakter. Ennek a kandzsinak a tilalma vitatott lehet, mert nem ritka a családnevekben. A kormánynak ki kell kérnie a nyilvánosság véleményét, mielőtt jóváhagyja a végleges listát.

## Szokások
Régen a japánok a császár tulajdonának számítottak, a vezetéknevük pedig az államon belül ellátott feladataikat tükrözte. Az Ótomo név például „nagy kísérőt, társat” jelent. Neveket adományoztak valamilyen nagy teljesítmény vagy hozzájárulás elismeréseképpen is.
A Meidzsi-restaurációig a japán köznép (azok az emberek, akik nem szamurájok voltak vagy nem a „nem harcos nemességhez” tartoztak) nem használt vezetékneveket. Ha pedig szükséges volt, akkor a vezetéknevet például a születési helyük nevével helyettesítették. Az Aszahi faluban (Muszasi prefektúra) született Icsiró így mutatkozna be: „Icsiró, a Muszasi prefektúrabeli Aszahi faluból”.
A kereskedők a boltjaik vagy védjegyeik után kapták a nevüket (például ha Denbei volt a Szagamija tulajdonosa, akkor ő volt Szagamija Denbei). A földművesek az apjuk után kapták a nevüket. Így tehát Iszuke neve – akinek Genbei volt az apja – „Iszuke, Genbei fia” lenne. A Meidzsi-restauráció után a kormány elrendelte az összes közrendűnek, hogy vegyen fel vezetéknevet a keresztneve mellé, mintegy a modernizáció és a nyugatiasítás részeként; ezt meg is határozták az 1898-as családregisztrációs törvényben. Sokan a történelemből vettek át neveket, mások csupán kitalálták őket, vagy jóslat kéréssel választottak nevet maguknak. Voltak olyanok is, akik megkértek egy sintó papot vagy egy buddhista szerzetest, hogy válasszon nekik vezetéknevet. Ez részben megmagyarázza a japán vezetéknevek sokféleségét valamint a nagy eltérést a kiejtésükben és az írásmódjukban, ami pedig bizonyos ponton rendkívül nehézzé teszi a származás kutatását Japánban.
Abban az időszakban amikor általános volt, hogy a szülőknek sok gyermekük legyen, szokás volt a fiú gyermekeket számokról elnevezni, amihez hozzákapcsolták a ró (郎; jelentése: „fiú”) előtagot. Így az első fiúgyermeket Icsirónak, a másodikat Dzsirónak nevezték el, és így tovább. A lányok nevének végéhez gyakran a -ko (子; jelentése: „gyerek”) szótagot tették, amit nem szabad összekeverni a kevésbé általános, férfiaknál használt utótaggal a hikoval. Ezek az elnevezések ma már nem olyan gyakoriak, habár sok gyereknek még mindig így adnak nevet.
Lafcadio Hearn a Shadowings című művében tisztázza, hogy legalábbis az ő idejében (1880-tól 1905-ig, a publikálás időpontjáig) a -ko végződés nem volt a név része, hanem egy tiszteleti rag volt, mint például a -szan (さん) végződés. Annak ellenére, hogy a jel eredeti jelentése „gyerek”, „hölgyet” jelentett, és csak a felsőbb osztályokba tartozó nőknél használták, mivel a középosztálybeli és az alsó osztályokba tartozók esetében nevetséges lett volna. Számos hasonló nevet használtak minden társadalmi rétegben, de míg a magasabb osztályban a Hana-kot, addig az alacsonyabb osztályban az O-Hana-szant használták tiszteleti elő- és utótagokkal.

### Másokhoz, másokról
Egy beszélgetésben elhangzott név alakja függ a beszélő hozzáállásától a befogadóhoz és a név tulajdonosához. Általában csak a családnevet használják, a keresztneveket szigorúan csak közvetlen szituációkban, vagy ha a beszélő idősebb, feljebbvalója vagy ismerőse a megnevezett embernek. Ha megcímzünk valakit vagy utalunk egy ember ucsi-szoto kapcsolatára, a -さん (-szan)-t hozzáadjuk.
A japán emberek gyakran elkerülik, hogy a feljebbvalót, rangelsőt annak nevén szólítsák, csak a titulust nevezve meg: családon belül ez lehet rokonság お母さん (okaszan; „anya”), az iskolában 先生 (szenszei; „tanár”), míg a munkahelyen 社長 (sacsó; „cégvezető”).
Másrészről, japánul a „te” (あなた anata, きみ kimi, お前 omae) jelentésű névmások igen ritkák. Használatuk bizonyos helyzetekben tiszteletlennek hangzik, és az emberek rendszerint a másikat a nevükön, titulusukon és tiszteleti toldalékkal szólítják, még a személyes beszélgetésekben is.
Ha valakit a nevén (családnevén) szólítanak titulus és tiszteleti toldalék nélkül, az a jobiszute (呼び捨て), amit durvának találnának még a legkevésbé formális baráti eseményeken is. Ez társadalmilag kellemetlen, habár elnézik a külföldieknek.

### Becenevek
Minden keresztnévnek van legalább egy-két beceneve. Ez minden esetben a -csan ちゃん képző hozzáadásával történik. Azonban ezt kétféleképpen kapcsolhatják a keresztnevekhez, úgy hogy megváltoztatják őket vagy meghagyják eredeti formájukban. Ez utóbbira néhány példa: Taró-csan a Taróból, Kimiko-csan a Kimikoból és Jaszunari-csan a Jaszunariból. Megváltoztatott keresztnevek esetében példák: Taro-csan a Taróból, Kí-csan a Kimikoból és Já-csan a Jaszunariból. Ha valakit megváltoztatott keresztnévhez kapcsolt -csan képzővel szólítanak meg, tudhatjuk, hogy a két személy egy közeli, bizalmasabb viszonyban van egymással.
Van arra is példa, hogy becenevek készítéséhez a japán nyelvben rövidítések alkotásánál gyakran használt két szótag első két morajának összefűzését alkalmazzák – ezt elsősorban hírességek neveinél lehet észrevenni. Például a népszerű színész és énekes, Kimura Takuja nevéből (木村 拓哉), Kimutaku lesz (キムタク). Esetenként még külföldi hírességeknél is alkalmazzák ezt a szokást, mint például Brad Pittnél (ブラッド・ピット, Buraddo Pitto), akit leginkább Burapinak ( ブラピ) ismernek. Némely japán híresség beceneve kandzsit és katakanát is tartalmaz egyszerre, ilyen például Terry Ito (テリー伊藤). Egy másik, kevésbé ismert eljárás szerint megduplázzák a személy nevének egy vagy két szótagját, például „MamiMami” használata Mamiko Noto esetében.

## Nemzetiségi nevek Japánban
A nemzetiségek tagjai közül sokan – főként a koreai és kínai származásúak – Japánban való letelepedésükkor japán nevet vesznek fel. Ennek gyökerei a gyarmatosítás időszakára nyúlnak vissza, amikor a szósi-kaimei politika engedélyezte koreaiak számára a nevük japán névre való lecserélését. Ma a második világháború óta Japánba emigrált nemzetiségi kisebbségek – főleg koreaiak – jellemzően japán nevet vesznek fel, hogy megkönnyítsék a kommunikációt, és hogy elkerüljék a diszkriminációt. Néhányan azonban (például Han Chang-Woo, a Maruhan Corp. alapítója és elnöke) megtartják eredeti nevüket.
Korábban a japán állampolgárság kötelező feltétele volt egy japán név felvétele. Az elmúlt évtizedekben azonban a japán kormány engedélyezte, hogy az állampolgárságra pályázók egyszerűen a nevük katakanával átírt változatát vegyék fel. Ennek híres példája a finn Cururen Marutei (ツルネン マルテイ), a japán országgyűlés tagja, eredeti nevén Martti Turunen. Mások hasonlóan hangzó kanjiösszetételekre írják át a nevüket, mint a korábban David Aldwinkle-ként ismert amerikai Arudó Debito (有道 出人) emberi jogi aktivista. Egy harmadik eljárás pedig az eredeti név teljes elhagyása és annak helyébe egy hagyományos japán név felvétele, ahogy azt Lafcadio Hearn (félig angol–ír, félig görög származású író) tette, aki a Koizumi Jakumo (小泉 八雲) nevet használta. Döntésének hátterében az a korabeli rendelet állt, amely szerint a japán állampolgárság birtoklásához szükséges volt egy japán befogadócsalád (Hearn esetében ez feleségének családja volt), amelynek nevét a pályázó felvette.
A Japánban tartózkodó kínai és koreai nemzetiségek tagjainak, akik „állandó lakos” státuszukat japán állampolgárságra kívánják cserélni, gyakran meg kell változtatniuk a nevük írásjegyeit, hogy azok megfeleljenek a japán nevekben használható kanjikra vonatkozó szabványoknak.
A nyugati utónévvel és japán vezetéknévvel tengerentúlon született személyeknek van nyugati névsorrendben, katakanával írt nevük is, amikor annak japán megfelelőjét akarják használni. Erre példa, Eric Sinszeki, aki nevét a következőképpen is használja エリック シンセキ (Erikku Sinszeki).
Néha a japán szülők a keleti névsorrend mellett döntenek, amikor gyermekeiknek japán nevet adnak. Gyakran adnak nekik kandzsival, hiraganával vagy katakanával írt nevet, különösen akkor, ha az egy japán név. A japán névvel Japánban született személyek, katakanát is használnak nevük leírásához, ha már megalapozták a tengerentúlon a karrierjüket vagy állandó tartózkodási lakhellyel rendelkeznek.
Yoko Ono például Japánban született 小野 洋子 (Ono Yóko) néven és az életének első húsz évét ott töltötte. Azonban, miután több mint 50 évet élt külföldön és a karrierjét az Egyesült Államokban alapozta meg, Onot gyakran emlegetik a sajtóban オノ・ヨーコ (Ono Yóko)-ként, japán sorrendben megőrizve a nevét, de katakanára átírva.
2001-től létezik egy korlátozás a „v” karakter használatára a névben, ha legalább az egyik szülő külföldi származású. A legközelebbi megfelelő katakana a ヴ (vu), amelyet „v” vagy „b” betűként is lehet romanizálni. Ez hatással van a japán útlevelek és egyéb dokumentumok kibocsátására, ahol rómadzsival írt név van megadva. Ekkor, a „v” betűt helyettesíti a „b”. Ez olyan neveket érint, mint a Kevin (ケヴィン), amelyet ebben az esetben úgy írnak, hogy Kebin.

## Uralkodói nevek
A japán császárok és családjaik nem rendelkeznek családnévvel, kizárólag egy rájuk ruházott nevet kapnak, ilyen például a Hirohito (裕仁), ami szinte teljes mértékben kerülendő megszólítás Japánban: az uralkodót tiszteletből és merő udvariasságból „a Császár”-ként vagy „Koronaherceg”-ként nevezik meg.
Amikor egy gyermek előkelő családba születik, általános név mellé egy speciális címet is kap. A jelenlegi császár neve például Cugu-no-mija Akihito (継宮明仁), melynek első része a Cugu-no-mija (継宮) a címét jelzi, ami annyit tesz, „Cugu herceg”. E címen szólítják az uralkodókat gyermekkoruktól egészen addig, amíg trónra nem kerülnek, vagy meg nem öröklik a történelmi, hercegi családnevek egyikét (常陸宮 Hitacsi-no-mija, 三笠宮 Mikasza-no-mija, 秋篠宮 Akisino-no-mija stb.)
Mikor a császári család egy tagja nemessé vagy közemberré válik, az uralkodó családnévvel ruházza fel. A középkorban a leggyakrabban használt név a Minamoto volt. A modern időkben hercegi nevek vannak használatban. Erre egy példa, hogy a császári családnak számos tagja vált közemberré a második világháború után, s felvette hercegi családnevét – a megbecsült „no-mija” (宮 „Herceg”) nélkül –, mint egyszerű vezetéknevet. Ezzel szemben, amikor egy nemes vagy közember a császári család tagja lesz – például házasság által –, elveszíti a családnevét. Ez történt Micsiko császárnével is, kinek neve Micsiko Shóda volt, Akihito herceggel kötött házassága előtt.

## Történelmi nevek
A jelenlegi forma (családnév + keresztnév) csak az 1870-es évektől vált hivatalossá, amikor a kormány bevezette az új családba iktatás rendszerét.
A feudális Japánban a nevek a társadalmi hovatartozást szimbolizálták. Ezen felül kifejezhették egy adott személy kapcsolatát a buddhizmussal, sintoizmussal, a hadsereggel, konfuciánus iskolákkal vagy akár magával a császári udvarral.
A hűbérkorszak előtt a japán klánneveknek kiemelkedő szerepük volt: ide tartoznak a not tartalmazó nevek. A no a birtokos viszonyt fejezi ki, így hasonló a német arisztokraták von jelöléséhez, habár a sorrend fordítottja a japánénak. Ez a no azonban az írott nyelvben nincs világosan feltüntetve. Így Minamoto no Joritomo (源 頼朝) volt Joritomo (頼朝) a Minamoto (源) klánból. További példák még Fudzsivara no Kamatari (藤原 鎌足), Ki no Curajuki (紀 貫之) vagy Taira no Kijomori (平 清盛). Ezeket a családneveket a Sinszen sódzsiroku tartja számon, amely egy, a 9. században összeállított japán genealógiai gyűjtemény. A Rjukjuan uralkodó osztály egy-két szótagos kandzsi-összetételeket használt a neveikhez, amelyet saját dialektusban olvastak ki, akárcsak a koreai és kínai neveket.
Mielőtt 1868-ban a kormány átalakította volna a névrendszert, a japán személynevek meglehetősen képlékenyek voltak. A férfiak számtalan okból változtattak nevet: igazolni, hogy egy család vagy cég fejévé váltak; hogy magasabb társadalmi státuszba kerültek; bizonyítani hűségüket egy házhoz vagy egy klánhoz; egy nemkívánatos név esetében megszabadulni a balszerencsétől; vagy akár elkerülni a konfliktusokat egy azonos nevű szomszéddal. A felsőbb osztálybeli férfiak gyakran változtatták meg a nevüket. Koruk előrehaladtával (genpuku; 元服) maguk mögött hagyva gyermekkori nevüket (mely gyakran -marura végződött) és felvettek egy felnőtt nevet. Amikor a nemesek és a szamurájok előreléptek a ranglétrán új nevet kaptak, ami tartalmazott egy betűt vagy karaktert az uruk nevéből, szolgálatuk jeleként.
A női személynevek változásait kevésbé tartották számon, tehát ők valószínűleg nem cserélték olyan gyakran, ahogyan a férfiak tették, de azok az asszonyok, akik szobalányként vagy szórakoztatóként álltak munkába sokszor változtatták meg a nevüket szolgálatuk idejére. Az alkalmazásuk alatt ideiglenes nevüket úgy használták, mintha az a születési nevük volna. Például egyszer egy szobalány, akinek jogi ügyei adódtak Kiotóban 1819 és 1831 között, a munkája egy időszakában Szajóként írt alá hivatalos papírokat, majd Micuként szignálta őket egy későbbi szakaszban, de a két munka között az Ivát használta, ami feltehetőleg a születési neve.
Egy japán ember számos néven tevékenykedhet az alkalomtól függően. Például a híres 18. századi író, költő és művész Ivasze Szamuru a Szantó Kjóden név alatt írt, de Kitao Maszanobu néven dolgozott illusztrátorként. A művészek, írók az alkotópályájuk minden területén egy másik nevet használtak. A művésznevek egyes típusaira (gó; 号) sajátos szakszóval utaltak – például a haigó vagy a haimei név egy haiku költőnek, kagó pedig egy vaka költő esetében. A tudósok is külön tudományos nevet használtak, amely gyakran saját nevük karaktereinek kínai olvasata volt. Azok az emberek, akik valamilyen szerzetesrendbe léptek, vallási titulust vettek fel.
A halál megnövelte egy személy neveinek számát. Amikor valaki elhunyt, személynevére iminaként (諱; valódi névként) hivatkoztak, és többé nem használták azt. Helyette egy posztumusz, vagyis okurina (諡) nevet kapott.
A japán császárok személynevei még életükben is megmaradtak iminaként. A Dzsomei császár előtti időkben az uralkodók igazi nevüket nem használták, mert az túl hosszú volt. Azonban Dzsomei császár halála után csökkent a karakterek száma.
A felnőtté válási ceremónia (genpuku) során beceneveket kaptak a fiúk, amelyeket később saját nevükként használtak hivatalos helyzetek során. Beceneveik (Gó) gyakran helyek vagy házak neveiből eredtek, mint ahogy a Basó a haiku költő Macuo Basó (松尾 芭蕉) nevében is, akinek házát Basó-annak (芭蕉庵) hívták.
A sógunátus késői korszakában sok kormányellenes aktivista használt különféle hamis neveket, hogy elrejtsék tevékenységeiket a sógunátus elől. Ilyenek voltak például Szaidani Umetaró (才谷 梅太郎) mint Szakamoto Rjóma (坂本 龍馬), Níbori Macuszuke (新堀 松輔) mint Kido Takajosi (木戸 孝允) és Tani Umenoszuke (谷 梅之助) mint Takaszugi Sinszaku (高杉 晋作). A híres író, Kjokutei Bakin (曲亭 馬琴) nem kevesebb mint 33 nevet használt.

## Művésznevek
Nyugaton és Japánban egyaránt a színészek és a színésznők, a humoristák, a szumó birkózók és a pankrátorok, valamint az egyéb művészeti ágak művelői gyakran használnak művészneveket. Sok televíziós és filmszínész színpadi neve átlagos akár egy egyszerű japán név, míg mások nevei figyelem felkeltő ötletes szójátékok. Például Kamatari Fujiwara (藤原 釜足) színész a Fujiwara család alapítójának nevét vette fel, míg Hino Jódzsin (日野 陽仁) neve úgy hangzik mint ha azt mondanánk, hogy légy óvatos a tűzzel (bár másképp írják). Sok humorista mint a Beat Takesi és Beat Kijosi páros egy nyugati szót illesztettek a saját nevükhöz. Számos író szintén okosan választotta meg írói álnevét, például Edogava Ranpo hangzásilag Edgar Allan Poe nevére játszik rá.
A gésák világában, az ipar- és a szépművészetek területein, a kerámia, a tea ceremónia, a kalligráfia, az irezumi (tetoválás) és az ikebana (virágrendezés) mesterei gyakran vesznek fel művésznevet. Ezeket többnyire attól a mestertől kapják aki alatt tanultak. Kabuki színészek tradicionális vezetékneveket használnak, mint a Nakamura (中村), Bandó vagy Onoe. Néhány név öröklődik, mint a híres Kabuki színész Bandó Tamaszaburó V (五代目 坂東 玉三郎) esetében egy névadó ceremónia keretein belül.

## Fordítás
- Ez a szócikk részben vagy egészben  a   Japanese name című angol Wikipédia-szócikk ezen változatának fordításán alapul.  Az eredeti cikk szerkesztőit annak laptörténete sorolja fel. Ez a jelzés csupán a megfogalmazás eredetét és a szerzői jogokat jelzi, nem szolgál a cikkben szereplő információk forrásmegjelöléseként.